# Evangelische Pfarrkirche Pinkafeld

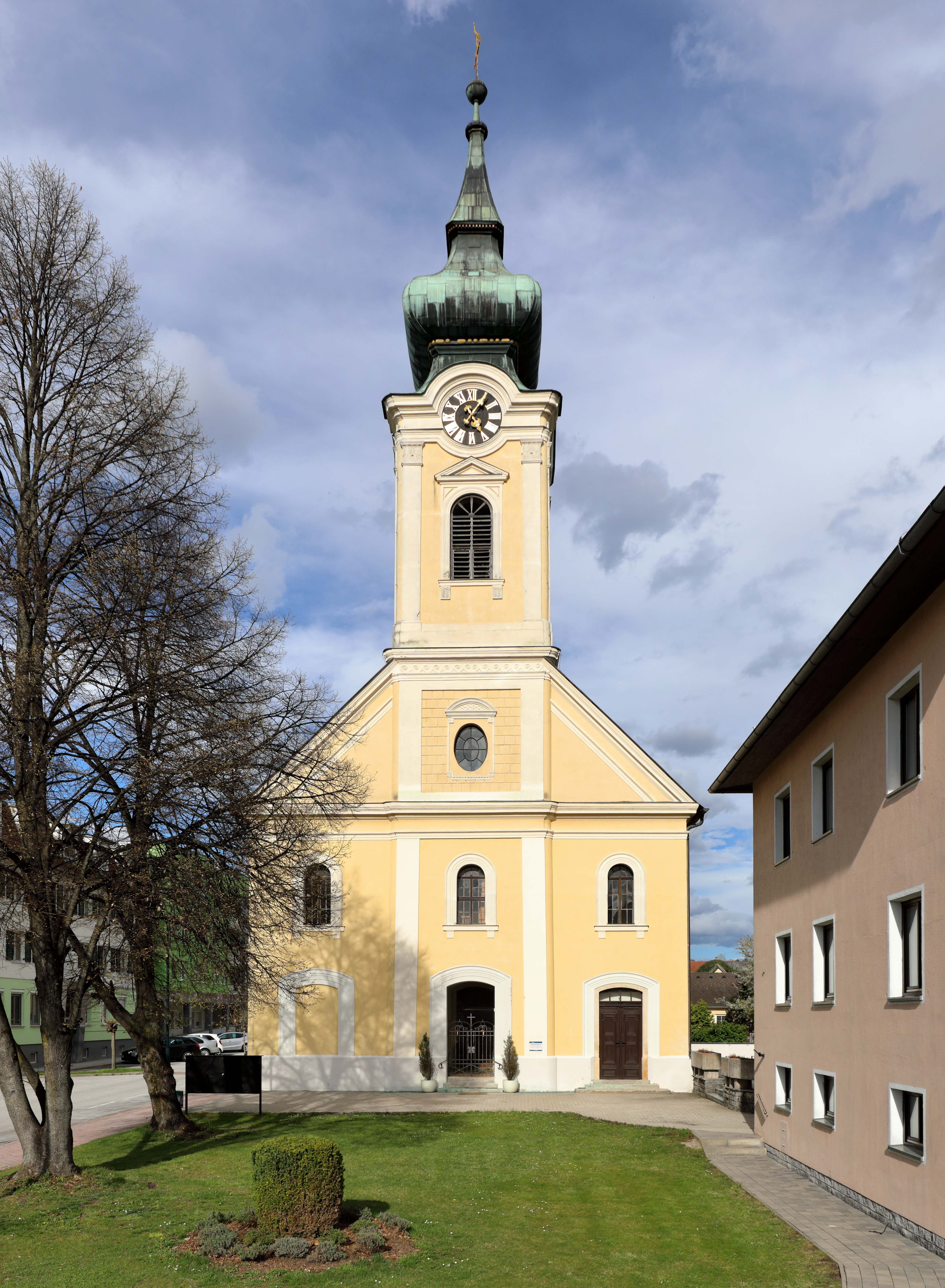
Evangelische Pfarrkirche in Pinkafeld

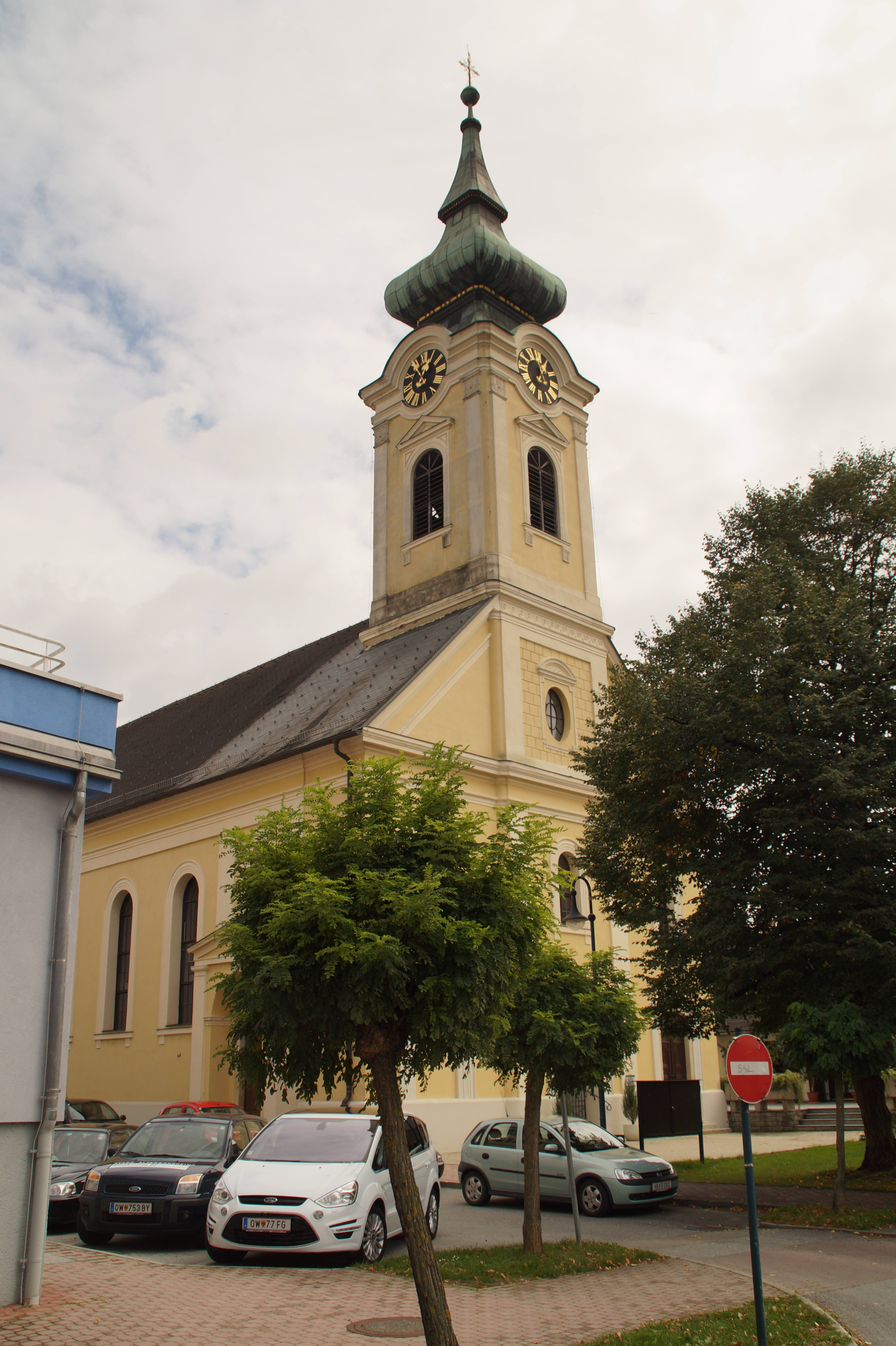
Nordwestansicht der Pfarrkirche

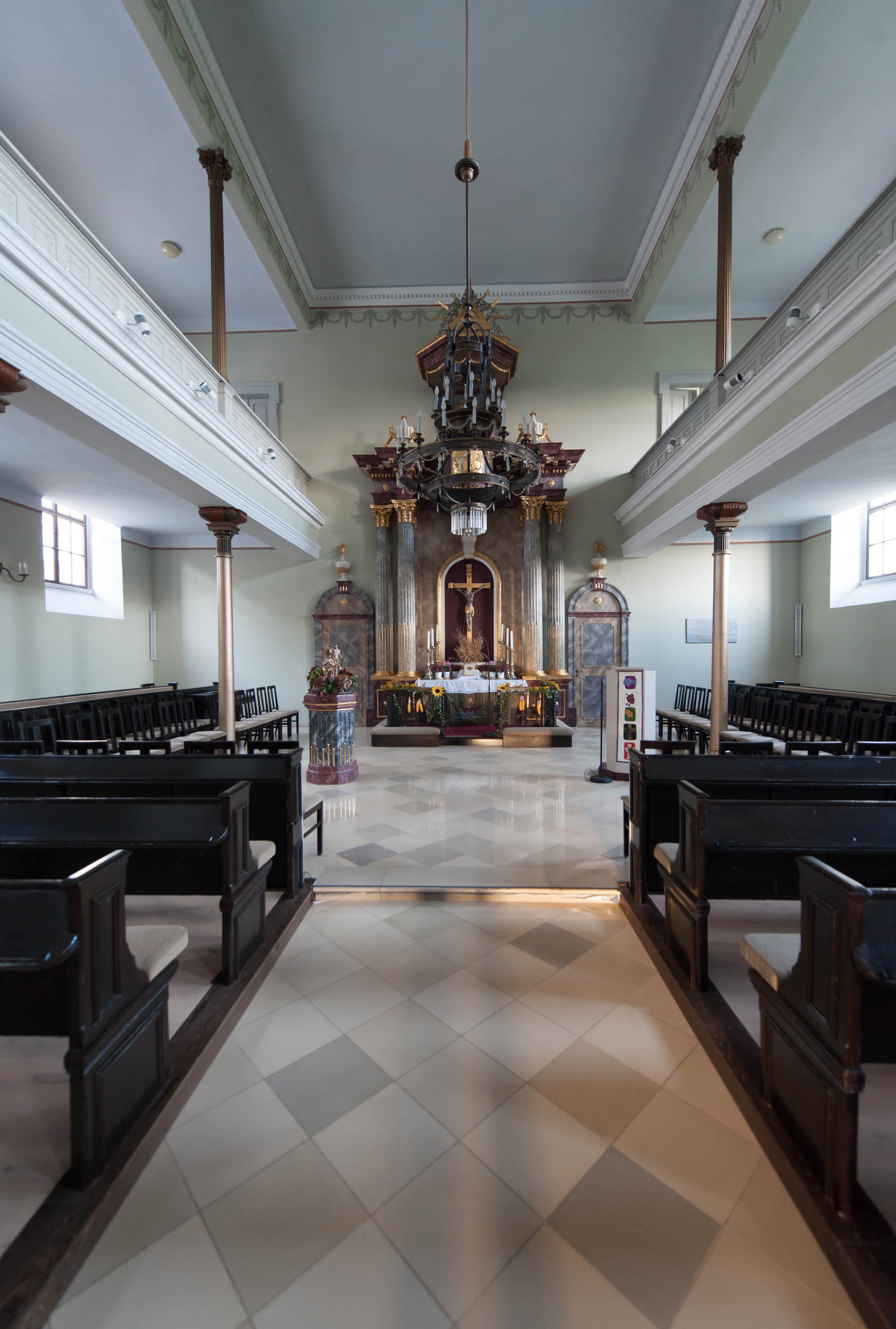
Langhaus, Blick zum Altar

Die Evangelische Pfarrkirche Pinkafeld A. B. steht in der Stadtgemeinde Pinkafeld im Burgenland. Die Pfarrkirche gehört zur Evangelischen Superintendentur A. B. Burgenland der Evangelischen Kirche A.B. in Österreich. Die Kirche steht unter Denkmalschutz (Listeneintrag).

## Geschichte
1783 wurde mit dem Bau der Kirche begonnen und 1785 geweiht. Mit dem Architekten Karl Kirchmayr wurde die Kirche ab 1877 umgebaut und 1882 geweiht. Eine Restaurierung erfolgte 1952.

## Architektur
Der langgestreckte Kirchenbau wurde durch weiß gefärbelte Architekturdetails gegliedert. Der Glockenturm über der westlichen Giebelfassade hat einen hohen Zwiebelhelm. Der einfache Saalraum hat ein überhöhtes Deckenmittelfeld. Die Empore auf drei Seiten des Saalraumes steht auf Stützen aus Gusseisen.

## Ausstattung
Der Kanzelaltar wurde in spätklassizistischen Formen gestaltet. Der Taufstein entstand um 1800. Die Orgel baute 1949 Max Dreher aus Salzburg.

## Pfarrgemeinde
Die Muttergemeinde Pinkafeld hat Tochtergemeinden in Riedlingsdorf und Wiesfleck sowie in den Ortschaften Schönherrn und Schreibersdorf, die beide zur politischen Gemeinde Wiesfleck gehören.

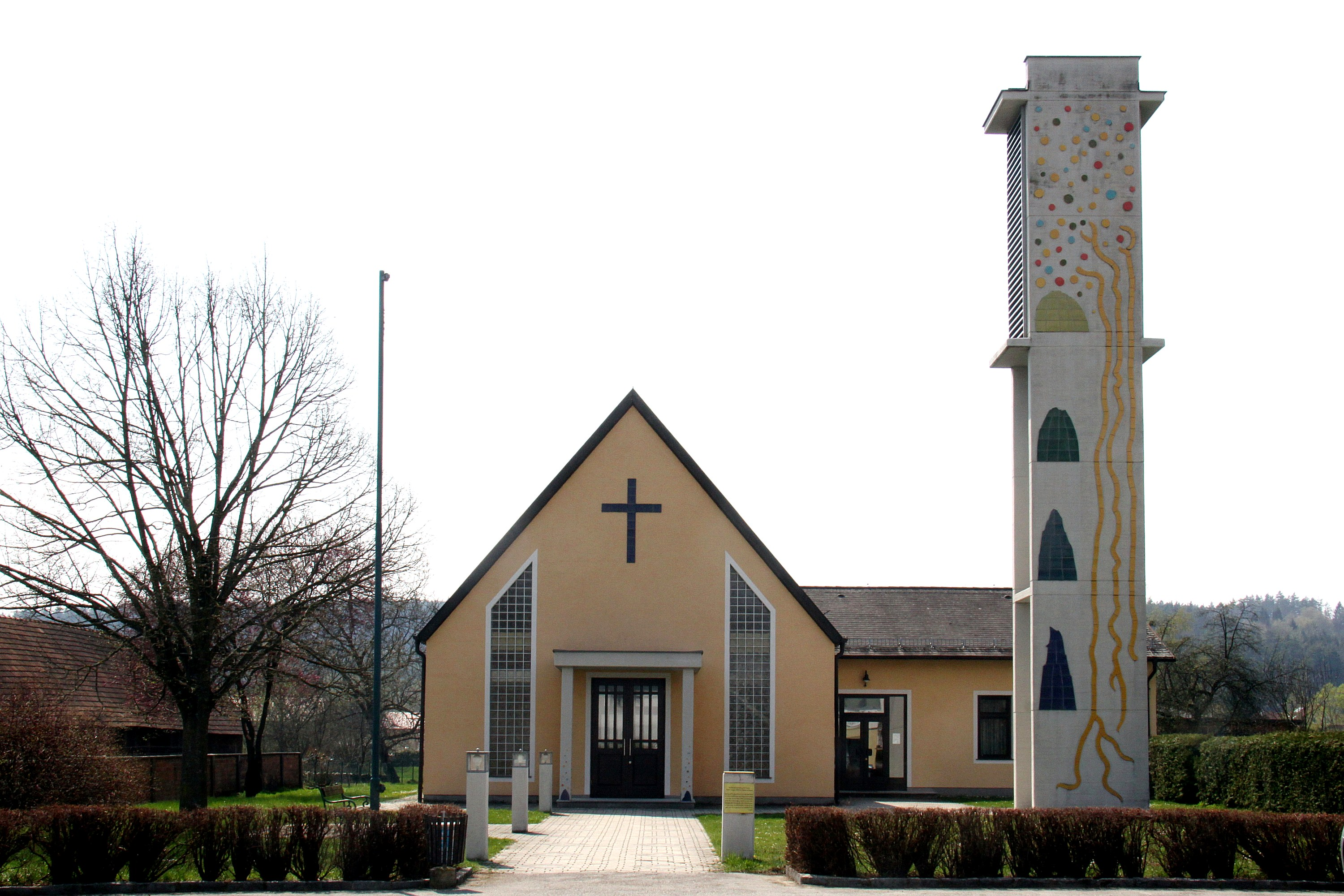
Kirche Riedlingsdorf
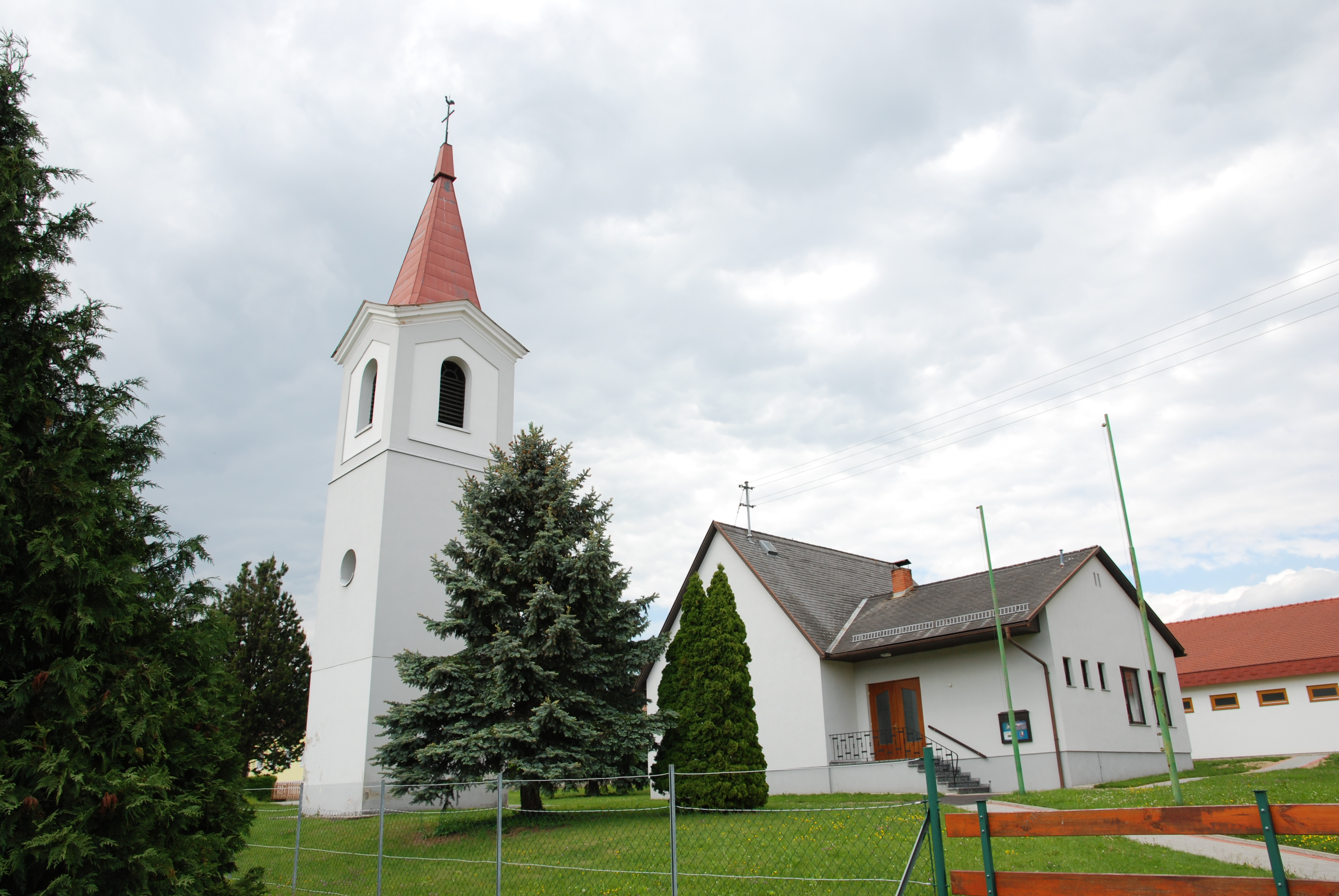
Bethaus Wiesfleck
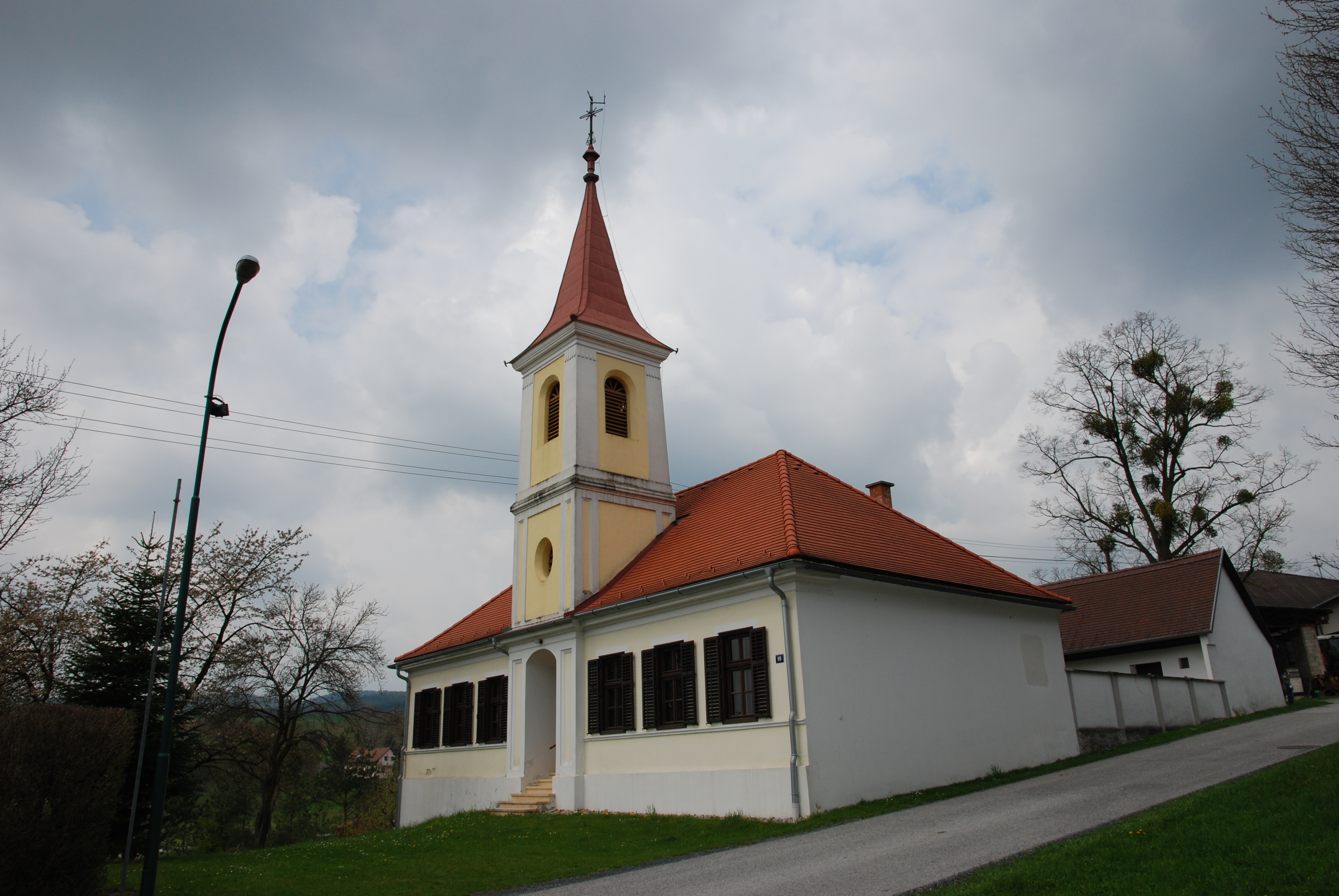
Bethaus Schreibersdorf
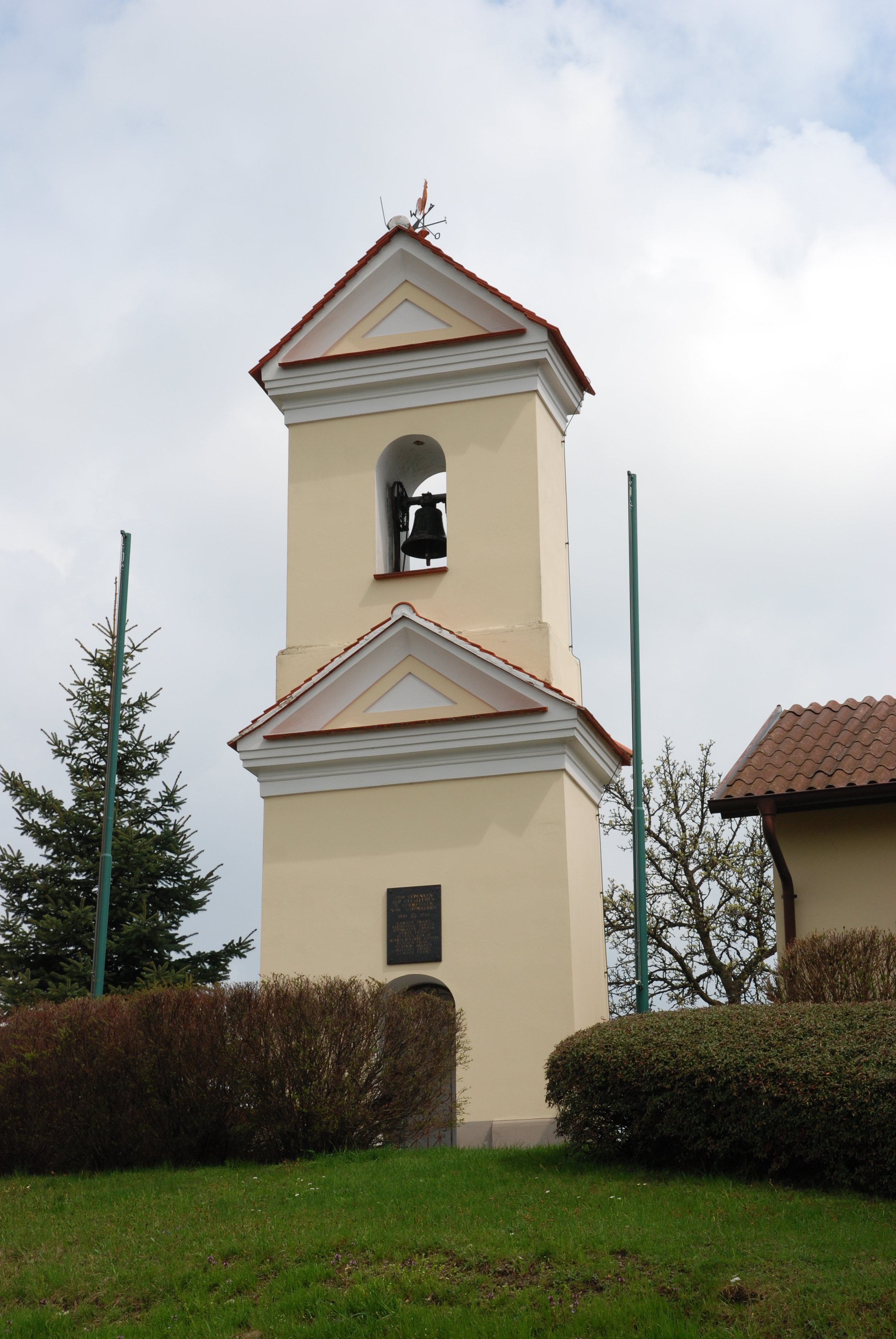
Glockenturm Schönherrn